# 인민전선 (우크라이나)
인민전선(우크라이나어: Народний фронт)은 2014년 아르세니 야체뉴크와 올렉산드르 투르치노우가 창당한 우크라이나의 우익 정당이다. 정당 구성원들은 전우크라이나 연합 "조국"당에서 탈당한 야체뉴크 및 투르치노우 계열 인사들이다. 러시아의 크림반도 침략에 반대하며, 우크라이나의 유럽 편입을 주장하는 범유럽주의 정당이다.
2014년 우크라이나 총선거에서 82석을 얻었다. 2019년 우크라이나 총선거에는 참여하지 않았다.

## 역사

### 창당
인민전선이라는 정당은 처음에 2014년 3월 31일 인민행동이라는 당명으로 등록되었다. 2014년 8월 12일 현재의 이름으로 개명하였다.
2014년 8월 말 전우크라이나 연합 "조국" 당내에서 주요 정책 노선 차이와 아르세니 야체뉴크가 발의한 자신의 선거비례명부 1순위 지명에 관한 투표 참여 거부로 인해 분당을 선언하였다.
2014년 9월 10일 인민전선은 첫 당대회를 열었다. 이 당대회에서 야체뉴크는 정치회 의장으로, 투르치노우는 당대표로 선출되었다. 이 시기 야체뉴크는 우크라이나의 총리로, 투르치노우는 최고 라다의 의장으로 재임하고 있었다. 또한 돈바스 전쟁에 참여하고 있던 우크라이나 국토방위대대의 고위직 임원들이 당내 군사회 위원으로 추대되었다. 다만 정식 당원은 되지 않았다. 야체뉴크는 첫 당대회에서 "승리를 위한 방법"으로 "모든 민주세력의 단결과 통일"을 요구했다. 또한 조국당에 있었던 중진들인 류드밀라 데니소바, 아르센 아바코프, 파블로 페트렌코, 안드리 파루비 등이 인민전선에 입당하였다.

### 2014년 총선 이후
2014년 9월 인민전선은 다가오는 의회 총선거를 앞두고 페트로 포로셴코 블록과 선거연합을 하기로 했다고 발표하였다. 9월 12일 양당은 합의를 맺어 페트로 포로셴코 블록이 인민전선이 공천한 지역구 10곳에 후보를 공천하지 않을 것이라 발표했다. 다음날 야체뉴크는 인민전선이 선거에서 독자적으로 후보를 공천할 것이라 발표했다. "우리는 대통령과 함께 선거에 나서야 하지만, 나는 페트로 포로셴코 블록에 만족하지 않는다. 우리는 변화와 개혁을 한다는 같은 관점을 가지고 있긴 하지만 선거 캠프는 따로 둘 것이다"라고 말했다.
2014년 총선에서 인민전선은 22.14%의 지지율로 21.81%의 지지율인 페트로 포로셴코 블록보다 더 높았으며 18개 지역구에서 승리를 거뒀다. 하지만 페트로 포로셴코 블록이 69개 지역구에서 승리를 거둬 132석이 되어 인민전선은 원내 2당이 되었다. 인민전선은 주로 서우크라이나와 중앙 우크라이나의 농촌 지역에서 많은 지지를 거뒀다.
2014년 11월 21일 내각 구성에서 야체뉴크가 총리로 추대되어 2차 야체뉴크 내각이 수립되었으며 원내에서 5명이 장관이 되었다.
하지만 인민전선은 돈바스 전쟁에 어떤 관점을 가지고 있으며 분쟁을 어떻게 끝내야 할 지에 대한 태도가 모호하다는 지적을 받았다. 정치학자 올레잔스키는 인민전선이 분쟁 해결을 위해 무력 사용에 찬성하고 있다고 말했다. 2015년 6월 사회조사단 "RATING"에서는 지지율이 2.7%로 떨어졌다. 동시기에 키예프 여론조사회에서 이뤄진 지지율 조사에서는 1.6%로 매우 낮아졌다. 우크라이나 정치학자들의 평론에 따르면 당의 지지율이 급격히 떨어진 것은 여러 세금 인상과 공공시설 이용료 인상, 시장가격으로의 정상화를 위하여 가스, 휘발유, 난방 가격 인상을 가속화를 진행하여 야체뉴크 총리와 인민전선이 큰 비판을 받았으며 야체뉴크 내각에 대해 부정적 평가가 늘었기 때문이라고 설명했다.
인민전선은 2015년 10월 지방 선거에 참여하지 않았다.
2016년 4월 14일, 야체뉴크 내각이 해체되고 흐로이스만 내각이 수립되자 내각 연합에 참여하였다.
2018년 지방 선거에서는 기초의회 및 광역의회에 후보를 공천하였다. 총 247명의 후보가 공천되었다.

### 2019년 총선 이후
인민전선은 2019년 우크라이나 총선거에 정당명부를 제출하지 않았으며, 일부 당원들은 무소속으로 지역구에 출마하는 등 사실상 해체되었고 모든 의석을 잃어 원외정당이 되었다. 다만 내무장관 아르센 아바코프가 유임되어 볼로디미르 젤렌스키 대통령 이후에도 2021년 7월 15일까지 계속 내각 장관에 참여하였다.
2020년 우크라이나 지방 선거에서 인민전선의 창당인 중 한 명인 올렉산드르 투르치노우가 탈당하여 유럽연대에 합류하였다. 10월 25일 지방선거 결과 인민전선은 미콜라이우주 보즈네센스키현 브라츠케 촌의회에서 자천으로 출마한 올렉산드르 후바노우 1명이 당선되었다.

## 주요 선거

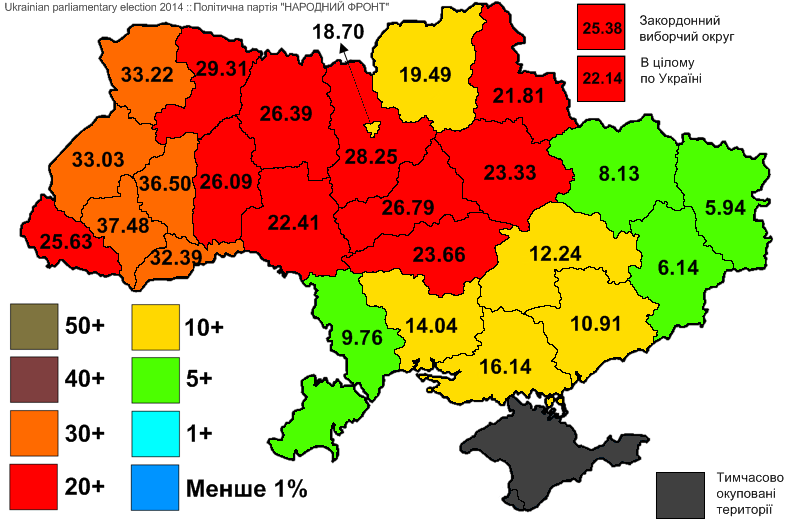
2014년 우크라이나 총선거 당시 우크라이나 각 지역별 정당 득표율.

### 최고 라다 선거
| 년도   | 득표          | 득표율 | 의석     | 의석 변화 | 내각 참여 |
| ------ | ------------- | ------ | -------- | --------- | --------- |
| 2014년 | 3,485,191     | 22.16  | 82 / 450 | 신당      | 연립정부  |
| 2019년 | 참여하지 않음 | —      | 0 / 450  | 82        | 원외 야당 |

## 같이 보기
- 변화전선